# Chiasmus varicolor
Chiasmus varicolor är en insektsart som beskrevs av George Willis Kirkaldy 1906. Chiasmus varicolor ingår i släktet Chiasmus och familjen dvärgstritar. Inga underarter finns listade i Catalogue of Life.